# Vinst–förlust
Vinst (engelska: win, förkortat W) och förlust (engelska: loss, förkortat L) är statistiska kategorier i baseboll. De kallas med en gemensam term avgöranden (engelska: decisions). Vinst har traditionellt varit en av de tre viktigaste för en pitcher tillsammans med earned run average (ERA) och strikeout, men har numera inte samma betydelse för bedömningen av en pitchers kvaliteter.
I varje basebollmatch, utom i de mycket få matcher som slutar oavgjort, utser den officiella protokollföraren en vinnande pitcher i det vinnande laget och en förlorande pitcher i det förlorande laget. I vissa matcher erhåller dessutom en inbytt pitcher (relief pitcher) i det vinnande laget en save och relief pitchers för båda lagen kan erhålla en hold. Den vinnande pitchern kan inte samtidigt erhålla en save eller en hold.
En pitchers vinstprocent (engelska: winning percentage eller win–loss percentage, förkortat WPCT) anges vanligen med tre decimaler, till exempel 0,667 (engelska: .667) om pitchern har sex vinster och tre förluster. Man säger i sådant fall att pitchern är "sex och tre" och det brukar skrivas 6–3.

## Major League Baseball

### Definition
I Major League Baseball (MLB) definieras hur den vinnande och förlorande pitchern ska utses i paragraf 9.17 i de officiella reglerna. Där sägs att den vinnande pitchern ska vara den pitcher vars lag tog ledningen när pitchern var kvar i matchen, eller vars lag tog ledningen i den offensiva inning då pitchern blev utbytt, och sedan inte släppte ledningen. Annorlunda uttryckt ska den vinnande pitchern vara den pitcher i det vinnande laget som senast pitchade före den offensiva inning då det vinnande laget tog ledningen för sista gången. Det finns dock två undantag från denna huvudregel. Om en pitcher som startar en match pitchar färre än fem inningar får han inte utses till vinnande pitcher även om han uppfyller kriterierna ovan. Då utses i stället relief pitchern eller, om det var flera, den relief pitcher som enligt den officiella protokollföraren var mest "effektiv". Det andra undantaget gäller om en relief pitcher uppfyller kriterierna ovan, men bara gjorde ett kort inhopp och var "ineffektiv" i protokollförarens ögon. Då utses i stället den därefter inbytta pitcher som enligt protokollföraren var mer "effektiv" eller, om det var flera, den som var mest "effektiv". Detta senare undantag kan i sällsynta fall leda till att en pitcher som normalt sett skulle fått en save i stället får en vinst.
Den förlorande pitchern definieras som den pitcher som ansvarade för poängen som gav det vinnande laget ledningen för sista gången. När en pitcher tillåter en slagman att komma ut på bas och bli löpare så ansvarar pitchern för den löparen och om den löparen sedan gör den vinnande poängen så blir pitchern den förlorande pitchern. Detta gäller även om pitchern blir utbytt och det är en därefter inbytt pitcher som tillåter löparen att göra den vinnande poängen.
Om en pitcher som startat en match varken får en vinst eller en förlust får han en så kallad no decision.

### Utveckling
Under MLB:s första år, i slutet av 1800-talet, var det vanligt att pitchers vann mer än 30 matcher under en säsong och det förekom att pitchers vann över 50 matcher. Sedan dess startar pitchers i MLB färre och färre matcher varje år och antalet vinster (och förluster) har därför successivt sjunkit. Under den första tredjedelen av 1900-talet ansågs 30 vinster på en säsong vara ett mycket bra resultat. Detta minskade till 25 vinster från 1940-talet till 1980-talet. Den senaste pitchern som nådde 30 vinster under en säsong var Denny McLain 1968 och den senaste som nådde 25 vinster var Bob Welch 1990. Sedan 1990 har antalet vinster minskat ytterligare, och numera är det bara ett fåtal pitchers varje år som når 20 vinster. Vissa säsonger, som 2006, 2009 och 2017, har ingen pitcher i MLB nått 20 vinster.
Antalet vinster och förluster är ett ganska trubbigt instrument för att utvärdera en pitcher. Många gånger har pitchern liten möjlighet att påverka om han får en vinst eller en förlust. Även en pitcher som dominerar motståndarna kan inte få en vinst om inte hans eget lag gör några poäng. Vidare är en startande pitcher beroende av hur bra eller dåligt avbytarna pitchar. Även om den startande pitchern har pitchat utmärkt och hans lag är i ledningen när han byts ut, kan avbytarna göra en dålig insats och tappa ledningen. Då får den startande pitchern ingen vinst utan bara en no decision, oberoende av vilket lag som slutligen vinner matchen. Å andra sidan kan en pitcher göra en dålig match och ändå få en vinst om motståndarnas pitcher har en ännu sämre dag.
Vinst- och förluststatistiken har fått mindre betydelse för hur man ser på en pitcher i och med framväxandet av mer avancerad statistik. Till exempel vann Félix Hernández American Leagues Cy Young Award, priset till ligans bästa pitcher, 2010 trots att han bara vann 13 matcher och hade tolv förluster. Detta blev ännu tydligare 2018, när Jacob deGrom vann samma pris i National League trots bara tio vinster och nio förluster. För startande pitchers anser många att det är bättre att räkna pitcherns så kallade quality starts, varmed avses de matcher där han pitchade minst sex inningar och motståndarna gjorde högst tre "förtjänta" poäng (earned runs).

### Tio i topp
| Nr | Pitcher                     | Säsonger             | Vinster |
| -- | --------------------------- | -------------------- | ------- |
| 1  | Cy Young†                   | 1890–1911            | 511     |
| 2  | Walter Johnson†             | 1907–1927            | 417     |
| 3  | Grover Cleveland Alexander† | 1911–1930            | 373     |
| 3  | Christy Mathewson†          | 1900–1916            | 373     |
| 5  | Warren Spahn†               | 1942, 1946–1965      | 363     |
| 6  | Pud Galvin†                 | 1879–1892            | 361     |
| 6  | Kid Nichols†                | 1890–1901, 1904–1906 | 361     |
| 8  | Greg Maddux†                | 1986–2008            | 355     |
| 9  | Roger Clemens               | 1984–2007            | 354     |
| 10 | Tim Keefe†                  | 1880–1893            | 342     |
| Nr | Bästa aktiva pitcher        | Säsonger             | Vinster |
| 67 | Justin Verlander*           | 2005–                | 226     |

| Nr  | Pitcher               | Säsong | Vinster |
| --- | --------------------- | ------ | ------- |
| 1   | Old Hoss Radbourn†    | 1884   | 59      |
| 2   | John Clarkson†        | 1885   | 53      |
| 3   | Guy Hecker            | 1884   | 52      |
| 4   | John Clarkson†        | 1889   | 49      |
| 5   | Charlie Buffinton     | 1884   | 48      |
| 5   | Old Hoss Radbourn†    | 1883   | 48      |
| 7   | Al Spalding†          | 1876   | 47      |
| 7   | John Montgomery Ward† | 1879   | 47      |
| 9   | Pud Galvin†           | 1883   | 46      |
| 9   | Pud Galvin†           | 1884   | 46      |
| 9   | Matt Kilroy           | 1887   | 46      |
| Nr  | Bästa aktiva pitcher  | Säsong | Vinster |
| 365 | Justin Verlander*     | 2011   | 24      |

* Aktiva spelare i MLB i fet stil

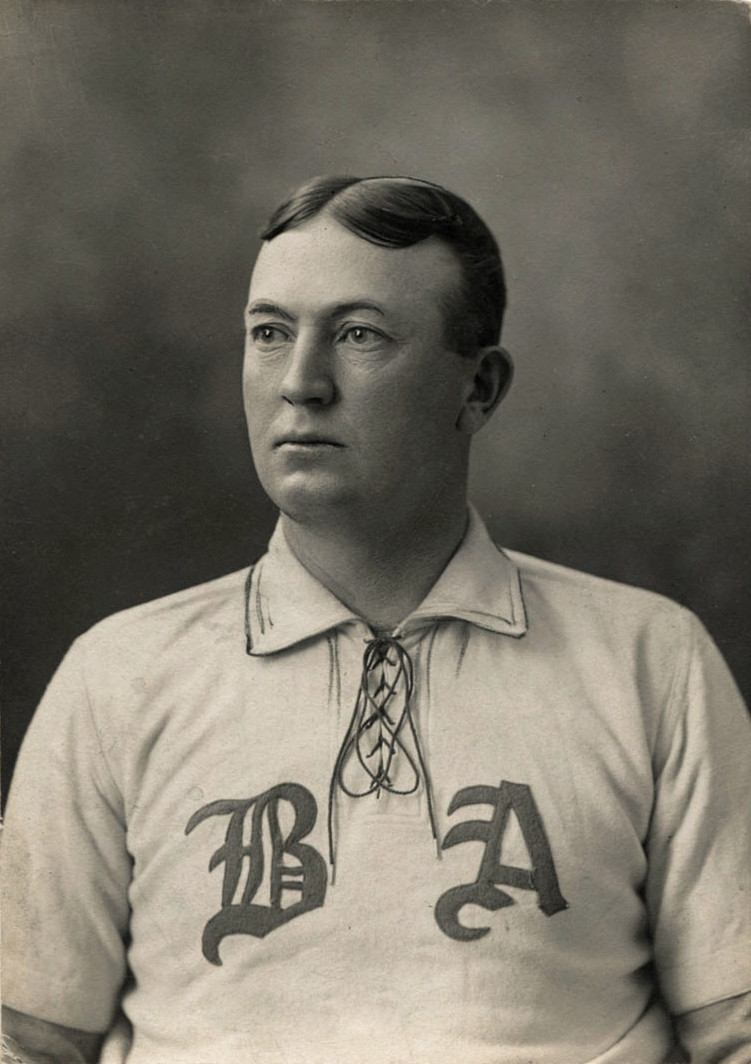
Cy Young har flest vinster under karriären.

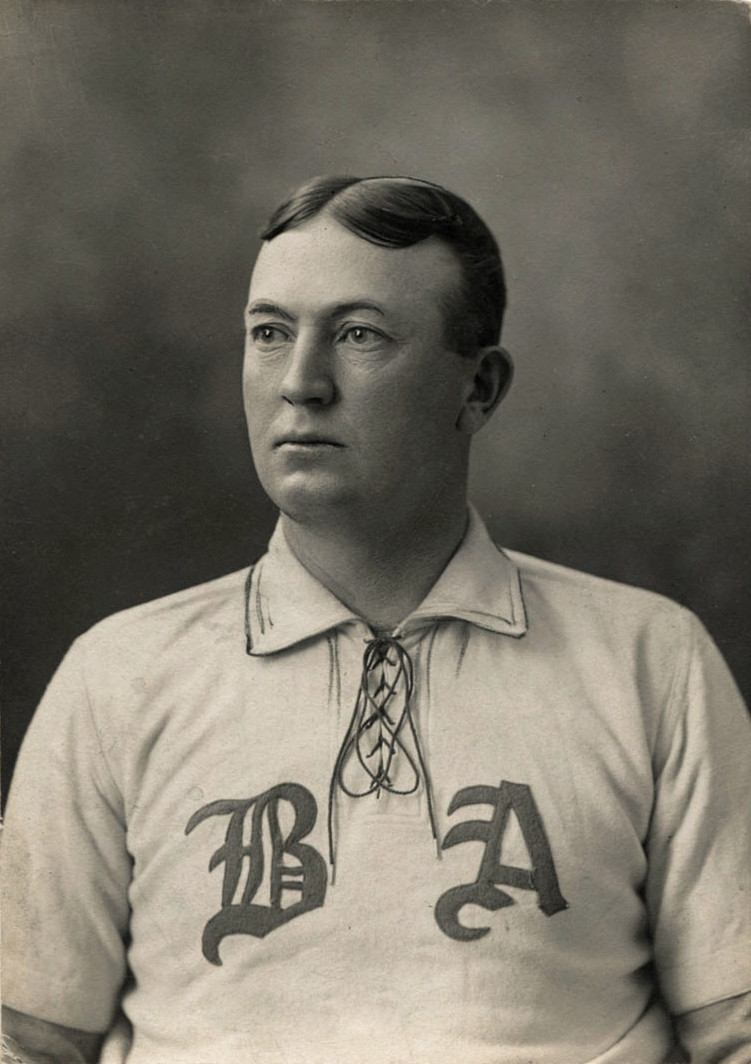
Cy Young har flest förluster under karriären.

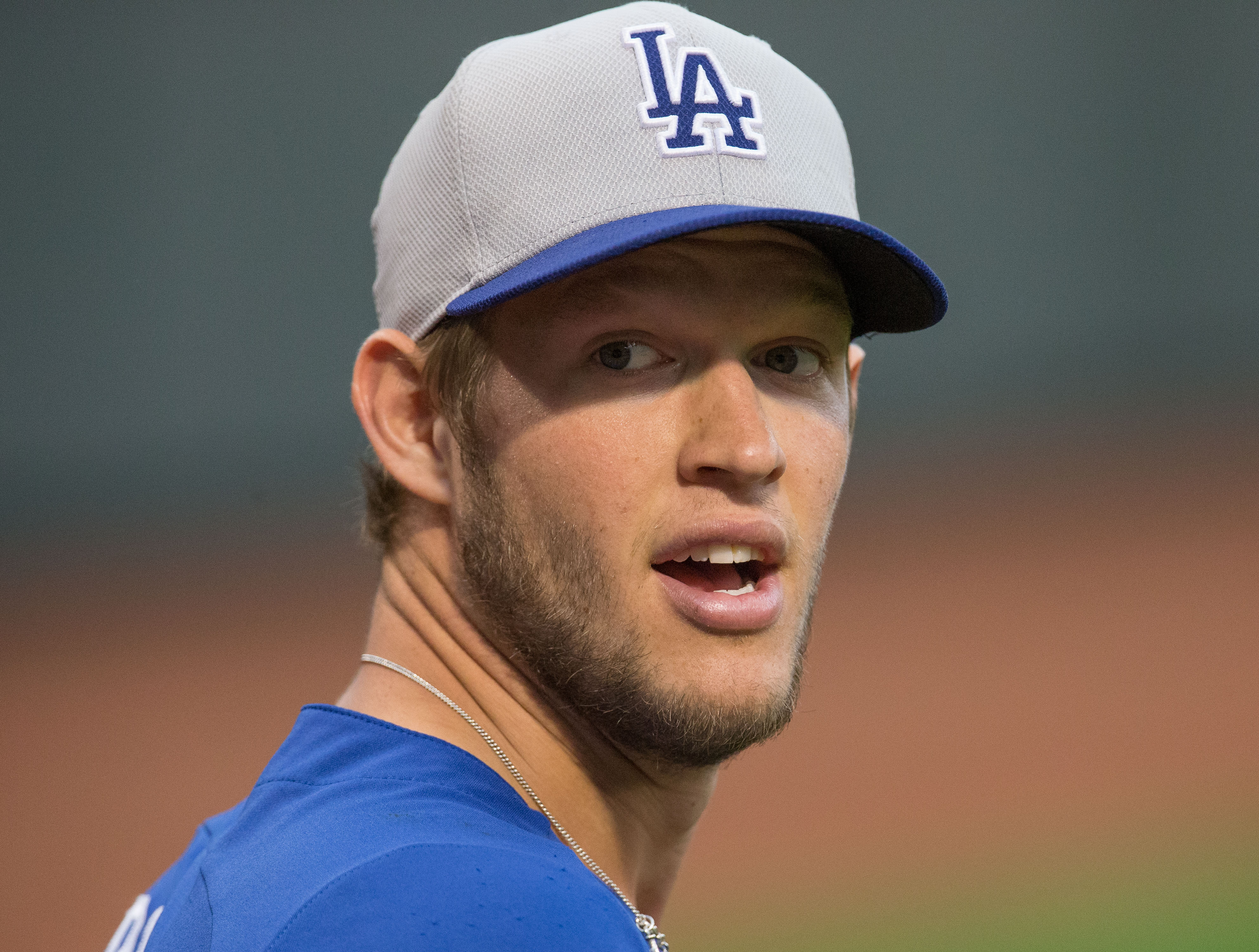
Clayton Kershaw har högst vinstprocent under karriären.

† Spelare invalda i National Baseball Hall of Fame
| Nr  | Pitcher                | Säsonger             | Förluster |
| --- | ---------------------- | -------------------- | --------- |
| 1   | Cy Young†              | 1890–1911            | 316       |
| 2   | Pud Galvin†            | 1879–1892            | 308       |
| 3   | Nolan Ryan†            | 1966, 1968–1993      | 292       |
| 4   | Walter Johnson†        | 1907–1927            | 279       |
| 5   | Phil Niekro†           | 1964–1987            | 274       |
| 6   | Gaylord Perry†         | 1962–1983            | 265       |
| 7   | Don Sutton†            | 1966–1988            | 256       |
| 8   | Jack Powell            | 1897–1912            | 254       |
| 9   | Eppa Rixey†            | 1912–1917, 1919–1933 | 251       |
| 10  | Bert Blyleven†         | 1970–1990, 1992      | 250       |
| Nr  | "Bästa" aktiva pitcher | Säsonger             | Förluster |
| 232 | Félix Hernández*       | 2005–2019            | 136       |

| Nr  | Pitcher                | Säsong | Förluster |
| --- | ---------------------- | ------ | --------- |
| 1   | John Coleman           | 1883   | 48        |
| 2   | Will White             | 1880   | 42        |
| 3   | Larry McKeon           | 1884   | 41        |
| 4   | George Bradley         | 1879   | 40        |
| 4   | Jim McCormick          | 1879   | 40        |
| 6   | Kid Carsey             | 1891   | 37        |
| 6   | George Cobb            | 1892   | 37        |
| 6   | Henry Porter           | 1888   | 37        |
| 9   | Bill Hutchison         | 1892   | 36        |
| 9   | Stump Weidman          | 1886   | 36        |
| Nr  | "Bästa" aktiva pitcher | Säsong | Förluster |
| 483 | Chris Archer*          | 2016   | 19        |

* Aktiva spelare i MLB i fet stil
† Spelare invalda i National Baseball Hall of Fame
| Nr | Pitcher            | Säsonger        | Vinstprocent |
| -- | ------------------ | --------------- | ------------ |
| 1  | Clayton Kershaw*   | 2008–           | 0,697        |
| 2  | Whitey Ford†       | 1950, 1953–1967 | 0,690        |
| 3  | Bob Caruthers      | 1884–1892       | 0,688        |
| 4  | Pedro Martínez†    | 1992–2009       | 0,687        |
| 5  | Lefty Grove†       | 1925–1941       | 0,680        |
| 6  | Larry Corcoran     | 1880–1887       | 0,665        |
| 7  | Christy Mathewson† | 1900–1916       | 0,665        |
| 8  | Sam Leever         | 1898–1910       | 0,660        |
| 9  | Roy Halladay†      | 1998–2013       | 0,659        |
| 10 | Roger Clemens      | 1984–2007       | 0,658        |

| Nr | Pitcher        | Säsong | Vinstprocent |
| -- | -------------- | ------ | ------------ |
| 1  | Johnny Allen   | 1937   | 0,938        |
| 2  | Perry Werden   | 1884   | 0,923        |
| 3  | Greg Maddux†   | 1995   | 0,905        |
| 4  | Randy Johnson† | 1995   | 0,900        |
| 5  | Ron Guidry     | 1978   | 0,893        |
| 6  | Shane Bieber*  | 2020   | 0,889        |
| 7  | Lefty Grove†   | 1931   | 0,886        |
| 8  | Aaron Sanchez* | 2016   | 0,882        |
| 9  | Cliff Lee      | 2008   | 0,880        |
| 9  | Preacher Roe   | 1951   | 0,880        |

* Aktiva spelare i MLB i fet stil
† Spelare invalda i National Baseball Hall of Fame

### Övriga rekord
Rekordet för flest säsonger med minst 20 vinster är 15, satt av Cy Young, och rekordet för flest säsonger med minst 30 vinster är sju, satt av Kid Nichols. Vidare är rekordet för flest vinster i rad 24, satt av Carl Hubbell 1936–1937, och rekordet för flest vinster i rad under en säsong 19, satt av Tim Keefe 1888 och tangerat av Rube Marquard 1912 (Marquard gjorde det från början av säsongen). För rookies är rekordet för flest vinster under en säsong 47, satt av Al Spalding 1876.
I den mindre smickrande kategorin förluster är rekordet för flest förluster i rad 27, satt av Anthony Young 1992–1993, och rekordet för flest förluster i rad under en säsong 19, satt av Jack Nabors 1916. Rookie-rekordet för flest förluster under en säsong är detsamma som MLB-rekordet, John Colemans 48 förluster 1883.
Den pitcher som flest säsonger haft flest vinster i sin liga är Warren Spahn, som ledde National League åtta olika säsonger. När det gäller vinstprocent är Lefty Grove den främsta. Han ledde American League i denna kategori fem olika säsonger. I förlustkategorin delar Bobo Newsom, Phil Niekro och Pedro Ramos den tvivelaktiga äran att ha lett sin respektive liga fyra olika säsonger.
När det gäller MLB:s slutspel är den pitcher som har flest vinster under karriären Andy Pettitte med 19. Lefty Gomez har högst vinstprocent med 1,000 (minimum: sex avgöranden). Ser man enbart till World Series är rekordet för flest vinster under karriären tio, satt av Whitey Ford. Högst vinstprocent har Madison Bumgarner, Jack Coombs, Lefty Gomez, Monte Pearson och Herb Pennock, som alla har 1,000 (minimum: fyra avgöranden).